# Ludlow (Shropshire)
Ludlow – miasto w zachodniej Anglii, w hrabstwie Shropshire, położone blisko granicy z Walią, nad rzeką Teme. W 2011 roku liczyło 10 515 mieszkańców.
Największą atrakcją miasta jest zamek (Ludlow Castle). Miasto zachowało swój średniowieczny urok w licznych zabytkach i budynkach. Głównym rzemiosłem miasta była niegdyś produkcja wełny, w tym celu powstało 11 młynów na brzegach rzeki Teme. Tkaniny eksportowano do całej Anglii.

## Zabytki
- Zamek w Ludlow (Ludlow Castle) – ruiny zamku z XI/XII wieku, od 1461 własność królewska, w latach 1473–1689 centrum administracyjne zarządzające Walią.
- The Feathers Hotel – jeden z najstarszych budynków miasta, wybudowany w roku 1619.
- The Parish Church of St Laurence – kościół znany ze średniowiecznych witraży, krzesła i ściany zdobione drewnianymi mizerykordiami.
- The Tolsey – niegdyś miejsce, gdzie zarządzano rynkiem handlowym miasta.
- The Butter Cross – w średniowieczu jedna z głównych bram miasta.
- Assembly Rooms – centrum aktywności społecznej w XIX wieku. Obecnie znajduje się tam centrum turystyczne, muzeum i teatr.
- Castle Lodge – budynek z XVI wieku, obecnie muzeum.

## Współpraca
- La Ferté-Macé, Francja
- San Pietro in Cariano, Włochy